# Doktorn i dilemma
Doktorn i dilemma (originaltitel: Zenobia) är en amerikansk komedifilm med Oliver Hardy från 1939 regisserad av Gordon Douglas.

## Handling
Året är 1870. Doktor Henry Tibbitt's dotter Mary vill gifta sig med Jeff Carter. Samtidigt måste Henry hjälpa en sjuk elefant tillhörande professor McCrackle. Henry hjälper elefanten och ger den botemedel. Detta gör elefanten så fäst vid honom att han till slut inte får vara ifred.

## Om filmen
Filmen är ett av de fåtal tillfällen då Oliver Hardy gör en film på egen hand. Den kom till av en kontraktstvist mellan Hardy's kollega Stan Laurel och Hal Roach, då Laurel's kontrakt hade gått ut 1939. Roach försökte då göra en ny komikerduo bestående av Oliver Hardy och Harry Langdon.
Filmen fick dålig kritik av filmkritiker och blev en flopp på bio. I tron om att det skulle gå bättre för filmen i Storbritannien döpte man om den till Elephants Never Forget. Detta hjälpte dock inte.

## Rollista (i urval)
- Oliver Hardy – doktor Henry Tibbitt
- Harry Langdon – professor J. Thorndyke McCrackle
- Billie Burke – mrs. Tibitt
- Alice Brady – mrs. Carter
- James Ellison – Jeff Carter
- Jean Parker – Mary Tibitt
- June Lang – Virginia Reynolds
- Olin Howland – advokat M. Aurelius Culpepper
- J. Farrell MacDonald – domare
- Stepin Fetchit – Zero
- Hattie McDaniel – Dehlia
- Philip Hurlic – Zeke
- Clem Bevans – sheriff
- Tommy Mack – slaktare Joseph A. Miller
- Robert Dudley – domstolstjänsteman
- Harry Myers – man på fest
- Hobart Cavanaugh – Mr. Dover
- Fay Holderness – kvinna i staden
- Sam Lufkin – man i staden, man i rättssal
- Jack Hill – man i rättssal
- Nigel De Brulier – man i staden
- Jean Porter – kvinna i staden
- Dorothy Vernon – kvinna i staden, kvinna i rättssal
- May Wallace – kvinna i staden
- Chester Conklin – bonde
- Wilfred Lucas – oidentifierad roll[3]